# Боровець (Влощовський повіт)
Боровець (пол. Borowiec) — село в Польщі, у гміні Красоцин Влощовського повіту Свентокшиського воєводства.
Населення — 185 осіб (2011).
У 1975-1998 роках село належало до Келецького воєводства.

## Демографія
Демографічна структура на день 31 березня 2011 року:
|          | Загалом | Допрацездатний вік | Працездатний вік | Постпрацездатний вік |
| -------- | ------- | ------------------ | ---------------- | -------------------- |
| Чоловіки | 78      | 14                 | 54               | 10                   |
| Жінки    | 107     | 27                 | 51               | 29                   |
| Разом    | 185     | 41                 | 105              | 39                   |